# عبد النور مزين
عبد النور مزين (1965-) هو كاتب وطبيب مغربي ولد في منطقة بني أحمد بالقرب من مدينة شفشاون، حصل على الدكتوراه في الطب في 1992 من جامعة محمد الخامس، نشر أولى قصائده باللغة الفرنسية بجريدة الرأي الصادرة بالفرنسية في الرباط، وفي 1992 نشر أولى قصصه القصيرة باللغة العربية، وأصدر مجموعته القصصية «قبلة اللوست» في 2010، وأتبعها بإصدار ديوانه «وصايا البحر» في 2013، وفي 2015 صدرت له روايته الأولى رسائل زمن العاصفة، والتي اختيرت ضمن القائمة الطويلة للجائزة العالمية للرواية لعام 2016.

## مؤلفاته
- «قبلة اللوست» (مجموعة قصصية)، دار أبي رقراق، الرباط، 2010.[3]
- «وصايا البحر» (ديوان شعري)، 2013.[4]
- «رسائل من زمن العاصفة» رواية، منشورات سليكي أخوين، طنجة، 2015.[5] (القائمة الطويلة للجائزة العالمية للرواية العربية لعام 2016، المعروفة باسم «جائزة بوكر العربية»).[6]